# Ithaca College
Ithaca College to amerykańska uczelnia założona w 1892 roku w mieście Ithaca. Oferuje programy licencjackie zarówno z nauk ścisłych, jak i humanistycznych. 

## Sport
Uczelnia jest członkiem NCAA Division III, gdzie przynależy do konferencji Empire 8. Jej drużyny występują jako Ithaca Bombers.